# Associazione Sportiva Melfi 2012-2013
Questa pagina raccoglie le informazioni riguardanti l'Associazione Sportiva Melfi nelle competizioni ufficiali della stagione 2012-2013.

## Rosa
| N. |                    | Ruolo | Calciatore            |  |
| -- | ------------------ | ----- | --------------------- |  |
|    | Italia (bandiera)  | A     | Pasquale Allegretta   |  |
|    | Italia (bandiera)  | D     | Rocco Benci           |  |
|    | Italia (bandiera)  | D     | Oronzo Bonasia        |  |
|    | Italia (bandiera)  | A     | Gianmarco Caira       |  |
|    | Italia (bandiera)  | A     | Massimo Ignazio Conte |  |
|    | Italia (bandiera)  | A     | Antonio Croce         |  |
|    | Italia (bandiera)  | C     | Marco Cuomo           |  |
|    | Italia (bandiera)  | D     | Simone D'Angelo       |  |
|    | Albania (bandiera) | D     | Kastriot Dermaku      |  |
|    | Italia (bandiera)  | C     | Vincenzo Gatto        |  |
|    | Italia (bandiera)  | C     | Mattia Gennari        |  |
|    | Italia (bandiera)  | C     | Salvatore Giglio      |  |
|    | Italia (bandiera)  | A     | Giancarlo Improta     |  |

| N. |                   | Ruolo | Calciatore         |
| -- | ----------------- | ----- | ------------------ |
|    | Italia (bandiera) | C     | Luca Locci         |
|    | Italia (bandiera) | C     | Nicolò Lombardi    |
|    | Italia (bandiera) | C     | Nicola Muratore    |
|    | Italia (bandiera) | C     | Fabio Orlando      |
|    | Italia (bandiera) | D     | Pasquale Porcaro   |
|    | Italia (bandiera) | P     | Tommaso Scuffia    |
|    | Italia (bandiera) | C     | Vincenzo Sgambato  |
|    | Italia (bandiera) | A     | Gennaro Signorelli |
|    | Italia (bandiera) | A     | Simone Simeri      |
|    | Italia (bandiera) | D     | Cristiano Spirito  |
|    | Italia (bandiera) | C     | Cristian Suarino   |
|    | Italia (bandiera) | P     | Giovanni Volturo   |